# Liste der Monuments historiques in Manoncourt-en-Vermois
Die Liste der Monuments historiques in Manoncourt-en-Vermois führt die Monuments historiques in der französischen Gemeinde Manoncourt-en-Vermois auf.

## Liste der Objekte
| Bezeichnung               | Beschreibung                                          | Standort                                   | Kennzeichnung | Schutzstatus | Datum | Bild |
| ------------------------- | ----------------------------------------------------- | ------------------------------------------ | ------------- | ------------ | ----- | ---- |
| Gemälde Rosenkranzmadonna | Ölfarbe auf Leinwand, Anfang des 18. Jahrhunderts     | in der Kirche Nativité-de-la-Vierge (Lage) | PM54000452    | Classé       | 1984  |      |
| Kanzel                    | Eichenholz, bemalt, erste Hälfte des 18. Jahrhunderts | in der Kirche Nativité-de-la-Vierge (Lage) | PM54001665    | Inscrit      | 1984  |      |